# Publio Cornelio Scipione
Publio Cornelio Scipione Africano (in latino Publius Cornelius Scipio Africanus; pronuncia classica o restituta: [ˈpuːblɪ.ʊs kɔrˈneːli.ʊs ˈskiːpi.oː aːfrɪˈkaːnʊs]; Roma, 236 o 235 a.C. – Liternum, 183 a.C.), noto anche semplicemente come Scipione Africano (Scipio Africanus), è stato un politico e militare romano, considerato uno dei più grandi strateghi militari di sempre.
Si guadagnò il cognomen ex virtute di "Africano" a seguito della vittoriosa campagna in Africa, durante la quale sconfisse il generale cartaginese Annibale Barca nella battaglia di Zama. Viene comunemente chiamato Africano maggiore (Africanus Maior) per differenziarlo dal suo omonimo Publio Cornelio Scipione Emiliano, detto invece "Africano minore" per aver distrutto Cartagine nella terza guerra punica.

## Fonti e storiografia
Le principali fonti per la vita e il ruolo di Scipione Africano sono rappresentate da Polibio (Storie), Tito Livio (Ab Urbe condita libri), Appiano di Alessandria (Historia romana), Cassio Dione (Historia romana), Velleio Patercolo (Historiae Romanae ad M. Vinicium consulem libri duo), oltre alle biografie di Plutarco su Fabio Massimo, Claudio Marcello e a quella su Annibale di Cornelio Nepote (De viris illustribus).

## Biografia

### Origini familiari e adolescenza
Appartenente alla Gens Cornelia, una delle più antiche e potenti famiglie patrizie di Roma, figlio di Publio Cornelio Scipione, che fu console nel 218 a.C. e che morì in Spagna assieme al fratello Gneo Cornelio Scipione Calvo durante la Seconda guerra punica, sposò Emilia Paola, figlia del console Lucio Emilio Paolo e sorella di Lucio Emilio Paolo Macedonico, e fu il padre di un omonimo Publio Cornelio Scipione, di Lucio Cornelio Scipione e di Cornelia, la famosa "madre dei Gracchi".
Secondo una leggenda riportata da Tito Livio, Publio Cornelio Scipione nacque, come Alessandro Magno, dall'unione con un grande serpente, che si materializzava nella camera da letto di sua madre. Il serpente appariva e si dileguava improvvisamente quando sentiva il sopraggiungere di qualcuno.

### Carriera politico-militare (218 - 188 a.C.)

#### Sotto il comando del padre (218 a.C.)
Le prime notizie della vita pubblica di Publio che si hanno riportano al 218 a.C.: durante la battaglia del Ticino, primo vero scontro diretto tra Roma e Annibale, e primo scontro del giovane Publio, salvò la vita al padre, gravemente ferito. Lo storico greco Polibio racconta che:
(Polibio, X, 3.4-6.)
Il padre, comandante delle forze romane in qualità di console, chiese come ricompensa militare per il comportamento eroico dimostrato dal figlio, la corona civica, ma Scipione rifiutò dicendo che «quell'atto si ricompensava da sé». La coraggiosa impresa fruttò comunque a Scipione la fama di valoroso. Polibio aggiunge che da quel momento, nelle successive battaglie, raramente mise a repentaglio la propria vita quando la patria mise nelle sue mani le proprie speranze di successo.

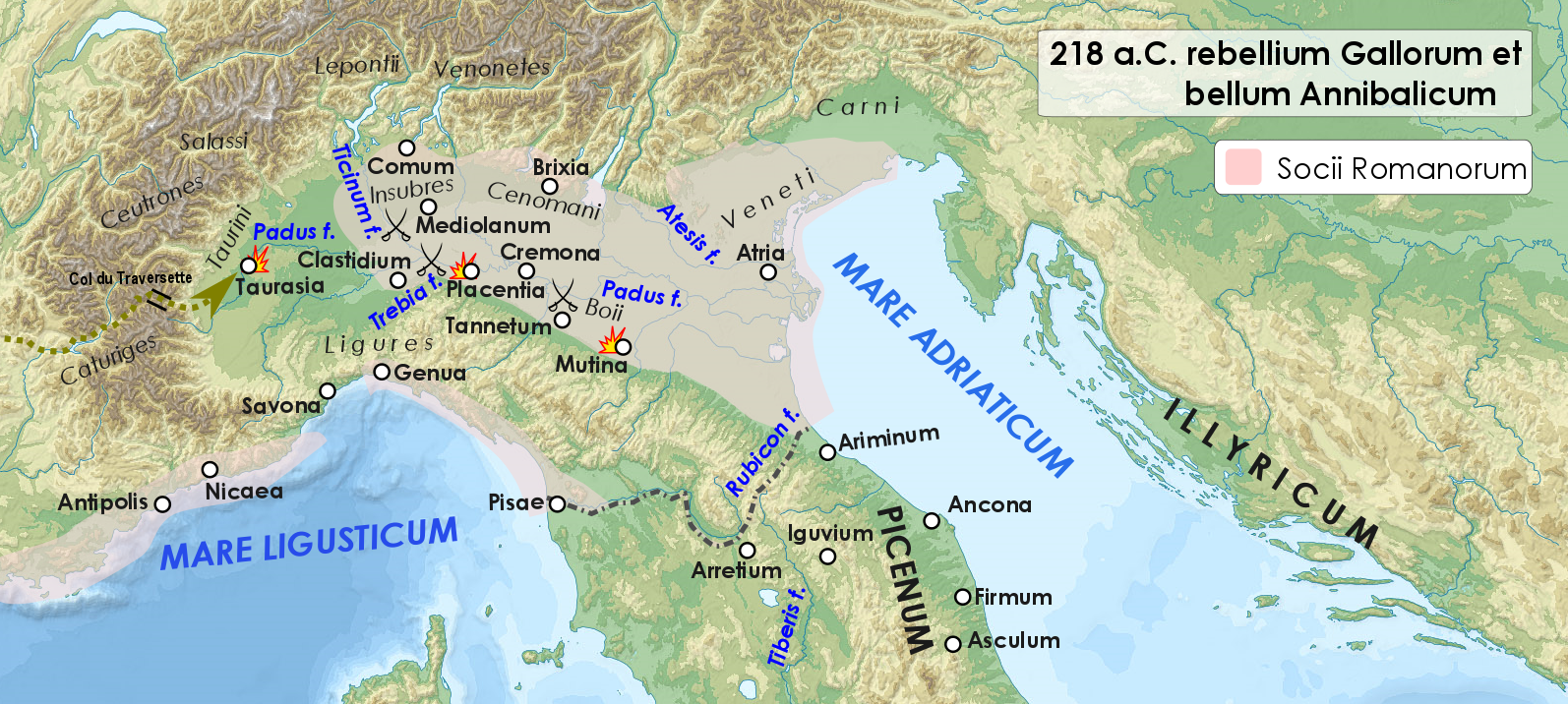
La Gallia cisalpina, teatro delle operazioni dell'autunno del 218 a.C.: dalla rivolta dei Boii con l'assedio di Mutina (Modena), alle vittorie di Annibale al Ticino e alla Trebbia.

(Polibio, X, 3.7.)

#### Partecipa alla disfatta di Canne (216 a.C.)
Due anni dopo, nel 216 a.C. fu tra i superstiti della disastrosa battaglia di Canne. Gli storici antichi non dicono se Scipione partecipò direttamente alla battaglia e da Livio sappiamo che ricopriva la carica di tribuno militare. Nello scontro morì anche il futuro suocero di Publio, il console Emilio Paolo, che secondo la tradizione polibiana, sarebbe stato contrario ad affrontare la battaglia. Caddero sul campo anche i due consolari Servilio e Minucio che combattevano al centro dello schieramento e novanta tra ufficiali appartenenti alle grandi famiglie di Roma e delle città alleate, compresi consolari, pretori e senatori; i morti romani furono 70.000 mentre furono 10.000 i prigionieri; altre fonti parlano di 43.000/45.000 caduti e 19.000 prigionieri. Il console superstite, Varrone, ritenuto da Polibio il responsabile della sconfitta, con 10.000 sbandati si rifugiò a Venusia. Si salvò anche il giovane Publio Cornelio.

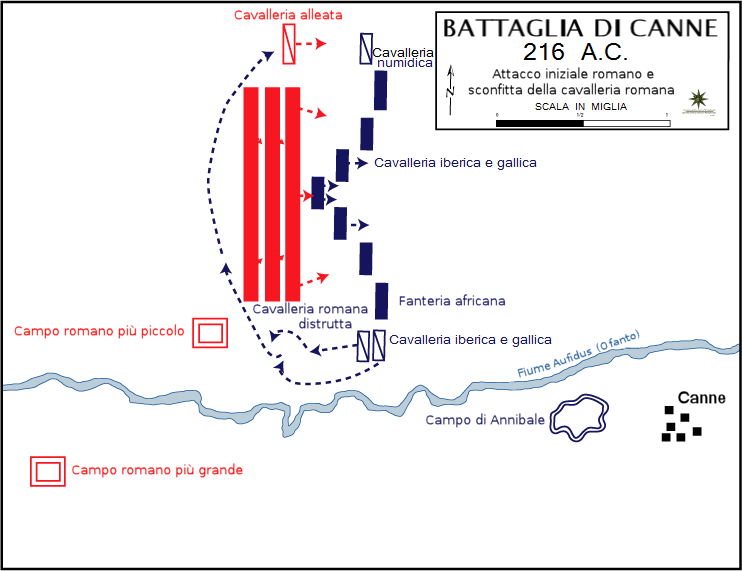
Disposizione iniziale degli eserciti nella battaglia di Canne

Dopo la disfatta di Canne, si adoperò per porre in salvo i pochi e sbandati superstiti delle legioni romane, guidandoli verso Canosa, dove ci fu una prima riorganizzazione dell'esercito romano. Si trattava di un'impresa molto pericolosa, distando la città solo quattro miglia dal campo di Annibale. In questo frangente, dovette frenare il desiderio di fuga di numerosi patrizi che volevano fuggire in esilio minacciando di fermarli anche col gladio. Per contro, si fa raccontare dai superstiti le fasi della battaglia, cercando di capire la tattica usata dagli avversari. Livio racconta che, di fronte alla prospettiva di sbandamento e di ammutinamento seguita alla sconfitta di Canne, Scipione fu l'unico dei capi militari a mostrare fermezza di carattere: alle insistenze degli altri comandanti, indecisi sul da farsi, di riunire un consiglio per deliberare sulla situazione, egli oppone un netto rifiuto dicendo che ci si trovava in un frangente in cui non bisognava discutere bensì osare e agire.

#### Elezione a edile (213 a.C.)
Nel 213 a.C., sempre secondo la narrazione di Polibio, alle elezioni per l'edilità si era candidato il fratello maggiore (in realtà minore di età), Lucio, ma con scarse speranze di successo. Publio, vedendo che la madre continuava ad offrire sacrifici agli dei in favore del fratello, raccontò alla stessa di aver fatto per due volte lo stesso sogno, dove immaginava di essere eletto edile insieme al fratello. E poiché aveva a cuore il bene della madre, sapendo di godere di un grande favore popolare, decise di presentare la propria candidatura in sostegno al fratello. La madre prese allora la toga bianca, che si usa per i candidati alle cariche pubbliche, e la diede a Publio per presentarsi al Foro. La folla lo accolse con entusiasmo e quando raggiunse il luogo fissato per i candidati e si fermò vicino al fratello, il popolo lo elesse edile insieme a Lucio, ed entrambi fecero ritorno a casa a comunicare la lieta notizia alla madre. Da quel momento in poi, tutti cominciarono a credere che gli dei parlassero con Publio attraverso i sogni e che le sue azioni fossero ispirate direttamente da loro. Publio non smentì mai questa credenza, al contrario ne approfittò abilmente nei momenti critici facendo credere ai propri uomini che i suoi comandi fossero dettati da un intervento divino.
Secondo invece quanto narra Tito Livio, i tribuni della plebe si opposero alla sua nomina, accampando la non raggiunta età legale, a cui Publio rispose:
(Livio, XXV, 2.7.)
Le tribù romane allora accorsero con tale fervore per dargli il voto, che i tribuni rinunciarono alla loro iniziativa.
Fu così che rivestì prima dell'età legale richiesta, la carica di edile curule, il primo gradino (dopo quella di questore) nel cursus honorum che culminava con la carica di Console.
I Ludi Romani, organizzati insieme all'altro edile, Marco Cornelio Cetego, furono celebrati con grande fasto, tenendo conto delle scarse possibilità del momento, e durarono un solo giorno. Ad ogni vicus di Roma vennero concessi cento congi di olio (pari a 327 litri).

#### Il comando in Spagna (210 - 206 a.C.)

##### Nomina a proconsole (211 a.C.)
Agli inizi del 211 a.C., giunse a Publio dalla Spagna la triste notizia che il padre Publio Cornelio Scipione e lo zio Gneo Cornelio Scipione Calvo erano stati sconfitti e uccisi dalle soverchianti forze militari cartaginesi, dopo diversi anni di guerra (dal 218 a.C.). Quello stesso anno, il possesso della Spagna sarebbe verosimilmente andato perduto senza l'iniziativa di Lucio Marcio Settimo, che riuscì a riorganizzare i reparti sopravvissuti alla disfatta e fermare l'avanzata cartaginese, ottenendo una insperata vittoria. Una nuova spedizione romana venne inviata in Spagna sotto il comando di Gaio Claudio Nerone e, verso la fine del 211 a.C. a Roma, il senato e il popolo deliberarono per accrescere le proprie forze militari e per mandare in Spagna un nuovo comandante a sostituire lo stesso Claudio Nerone, tuttavia, vi era perplessità su chi mandare. Il nuovo generale, infatti, destinato a succedere ai due Scipioni, doveva essere scelto con grandissima cura.
Tito Livio racconta che vi era chi faceva il nome di questo, chi di quello. Alla fine si decise di convocare i comizi centuriati per provvedere all'elezione del proconsole da inviare in Spagna. I due consoli fissarono così il giorno di tale convocazione. Inizialmente attesero qualcuno che fosse stato degno di presentare la propria candidatura, ma nessuno si fece avanti, tanto da generare sconforto e rimpianto dei due generali caduti. Nel giorno stabilito, i comizi si adunarono nel Campo Marzio.
(Livio, XXVI, 18.6-9.)
Fu così che Publio, all'età di soli 25 anni, ancora una volta al di sotto dell'età minima legale per poter entrare in carica, partì per l'Hispania verso la fine dell'anno come cittadino privatus, ma investito dell'imperium proconsolare, accompagnato dal propretore Marco Giunio Silano e dal suo fidato compagno d'arme, Gaio Lelio. Alle forze rimaste in Spagna dell'antico esercito e a quelle che Nerone vi aveva portato dall'Italia, furono aggiunti 10.000 fanti e 1.000 cavalieri. Scipione, accompagnato da una flotta di trenta navi, tutte quinqueremi, partì dalle foci del Tevere, percorse il litorale dell'Etruria, il golfo Gallico fino ai Pirenei, per sbarcare alla città greca di Emporiae. Da qui, dopo aver ordinato che le navi lo seguissero parallelamente lungo la costa, partì a piedi per Tarraco (Tarragona) dove radunò tutti gli alleati, che lo avevano raggiunto da tutta la provincia alla notizia del suo arrivo. Agli ambasciatori degli alleati, smarriti ed incerti sul da farsi, rispose con un tono sereno, sicuro e persuasivo, tipico del suo carattere.
Decise quindi di partire da Tarraco per visitare le città alleate e i quartieri d'inverno dell'esercito (hiberna), lodando il valore dei soldati che, malgrado due gravi sconfitte, avevano mantenuto il possesso della provincia, respingendo il nemico cartaginese a sud del fiume Ebro e proteggendo le popolazioni alleate. Accompagnava Scipione quel Marcio che si era distinto con grande onore negli anni precedenti. Sostituì quindi il comando di Nerone con Silano, mentre la nuova armata era condotta nei quartieri d'inverno. Dopo aver ispezionato e organizzato i territori a nord del fiume, si ritirò a Tarragona per elaborare il piano d'attacco dell'anno successivo.

##### Prime operazioni (210-209 a.C.)

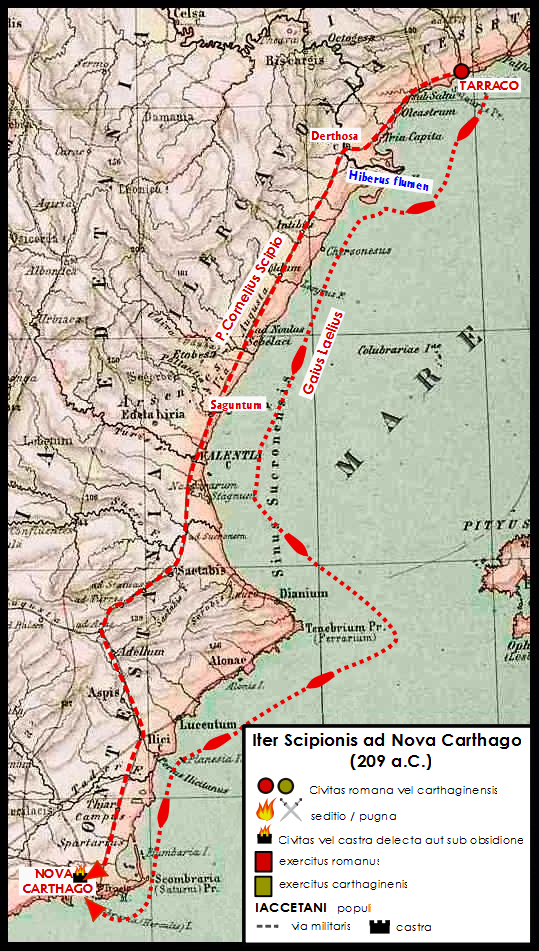
Marcia di Scipione (il futuro africano) da Tarraco a Nova Carthago in Spagna nel 210/209 a.C.

Scipione aveva come obiettivo principale quello di rovesciare alcune alleanze fra le popolazioni iberiche e i Cartaginesi, rendendo difficile il reclutamento di forze da inviare contro Roma in Italia. Era necessario però colpire a fondo le colonie di entrambi. Sapeva, inoltre, che Annibale si trovava in difficoltà di fronte alla strategia attendista di Quinto Fabio Massimo Verrucoso "il temporeggiatore", non riuscendo più a colpire a fondo Roma e i suoi alleati, costretto com'era a subire scontri di scarsa importanza per cercare di controllare un territorio, a lui sempre più ostile dopo la caduta di Siracusa (212 a.C.) e di Capua (211 a.C.).
Dopo aver trascorso l'intero inverno a preparare la sua prima azione in Iberia (regione dell'Ebro, in latino Iber), studiando mappe e percorsi da seguire, con il proposito di colpire il cuore delle forze nemiche in una delle più audaci azioni della storia militare romana, il comandante romano partì alla volta di Nova Carthago, all'insaputa dell'intero esercito ad esclusione del solo e fidato Gaio Lelio. Questa importante fortezza racchiudeva la maggior parte delle risorse monetarie cartaginesi (vista la sua vicinanza ad alcune miniere di argento), oltre a materiale bellico in abbondanza e numerosi ostaggi di molte delle popolazioni della Spagna. Il suo porto era, inoltre, uno dei migliori del Mediterraneo occidentale, cosa che avrebbe permesso a Scipione di avere un'ottima base di partenza per la conquista del sud.
All'inizio della primavera del 210 a.C. (secondo Livio), del 209 a.C. (secondo Polibio), Scipione, dopo aver disposto di mettere le navi in mare e convocati i contingenti alleati a Tarragona, ordinò che la flotta militare, comprese le navi da carico si radunassero presso le foci dell'Ebro. Poi comandò che anche le legioni abbandonassero i quartieri d'inverno e si concentrassero presso la foce del fiume. Decise quindi di partire insieme a 5.000 alleati da Tarragona per raggiungere le sue truppe. Una volta raggiunto l'esercito, convocò l'assemblea con l'intenzione di rivolgere un discorso (adlocutio) soprattutto ai veterani superstiti delle precedenti sconfitte e ricordò loro che:
(Livio, XXVI, 41.3-5.)
Scipione continuò il suo discorso, annunciando loro che avrebbero dovuto prepararsi, non tanto a rimanere in Spagna, ma a cacciarne i Cartaginesi; non tanto ad impedire al nemico di passare l'Ebro, quanto a passare i Romani il fiume e portarvi a sud la guerra, per quanto il piano potesse risultare troppo vasto e audace rispetto al ricordo delle sconfitte da poco subite o la sua giovane età.

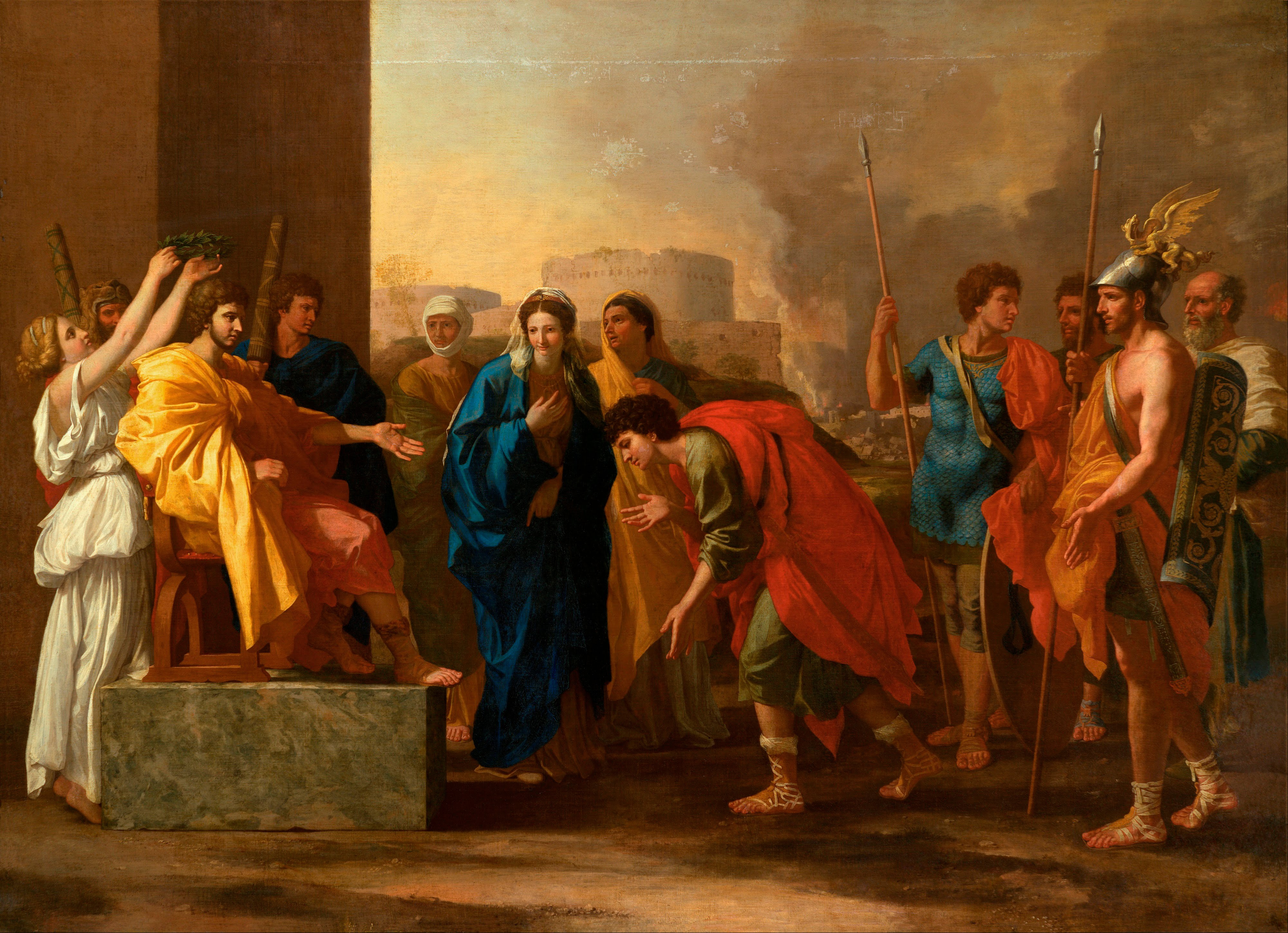
Nicolas Poussin, "La clemenza di Scipione" (Museo Puškin delle belle arti, Mosca) dopo l'assedio di Cartagena.

Polibio aggiunge che Publio Scipione enumerò alcuni vantaggi per i Romani, come il fatto che le tre armate cartaginesi si trovassero in accampamenti separati e molto distanti tra loro. A ciò aggiungeva il fatto che il comportamento arrogante dei Cartaginesi aveva fatto sì che parte degli alleati, si fossero già allontanati, inviando ambasciatori ai Romani per trattare nuove condizioni di amicizia.
(Polibio, X, 6.5-6.)
Dopo aver acceso l'animo dei suoi soldati con questo primo discorso, Scipione lasciò Marco Giunio Silano con 3.000 fanti e 300 cavalieri a presidiare la provincia ed a proteggere gli alleati rimasti fedeli a Roma nei pressi della foce dell'Ebro e poi passò il fiume con il resto dell'esercito. Benché molti ritenessero opportuno assalire l'esercito cartaginese più vicino poiché il nemico era stato diviso in tre regioni, lontane l'una dall'altra, Scipione, credendo pericoloso affrontare un esercito comunque con forze pari a tre volte il suo, preferì dirigersi su Nova Carthago (Cartagena), la città cartaginese più importante in Spagna. Base operativa e nodo di comunicazione diretto con Cartagine, la città era colma di ricchezze e costituiva un ampio deposito bellico, dove erano conservate le armi, il denaro e gli ostaggi di tutta la Spagna. Polibio aggiunge:
(Polibio, X, 6.8-12.)
Nova Carthago era difesa soltanto da una piccola guarnigione, poiché i cartaginesi, dominatori della penisola iberica che si affaccia sul Mediterraneo, ritenevano che la città fosse inespugnabile per la conformazione fisica del luogo e le massicce mura difensive. Scipione, consapevole non solo della sua importanza economica, ma anche delle implicazioni psicologiche che la sua presa avrebbe generato, si preparò meticolosamente ad assaltarla. Nessuno, a parte Gaio Lelio, era a conoscenza del piano di Scipione. Egli aveva ricevuto l'ordine di navigare lungo la costa ad una velocità tale che la flotta romana giungesse nel porto della capitale spagnola dei Cartaginesi, nello stesso momento in cui Scipione giungeva con l'esercito da terra. Sette giorni dopo i Romani raggiunsero Cartagena contemporaneamente via terra e via mare, e posero gli accampamenti (castra aestiva) in quel settore della città che guarda a settentrione.
All'epoca Cartagena, protetta su due lati dal mare e sul terzo da una laguna, era considerata inespugnabile. Tuttavia, Scipione, sfruttando la bassa marea nella laguna, da lui spacciata agli occhi dei soldati per una volontà divina a suo favore, riuscì a scalare le mura della città senza opposizione e impadronirsi di essa senza doverla assediare.

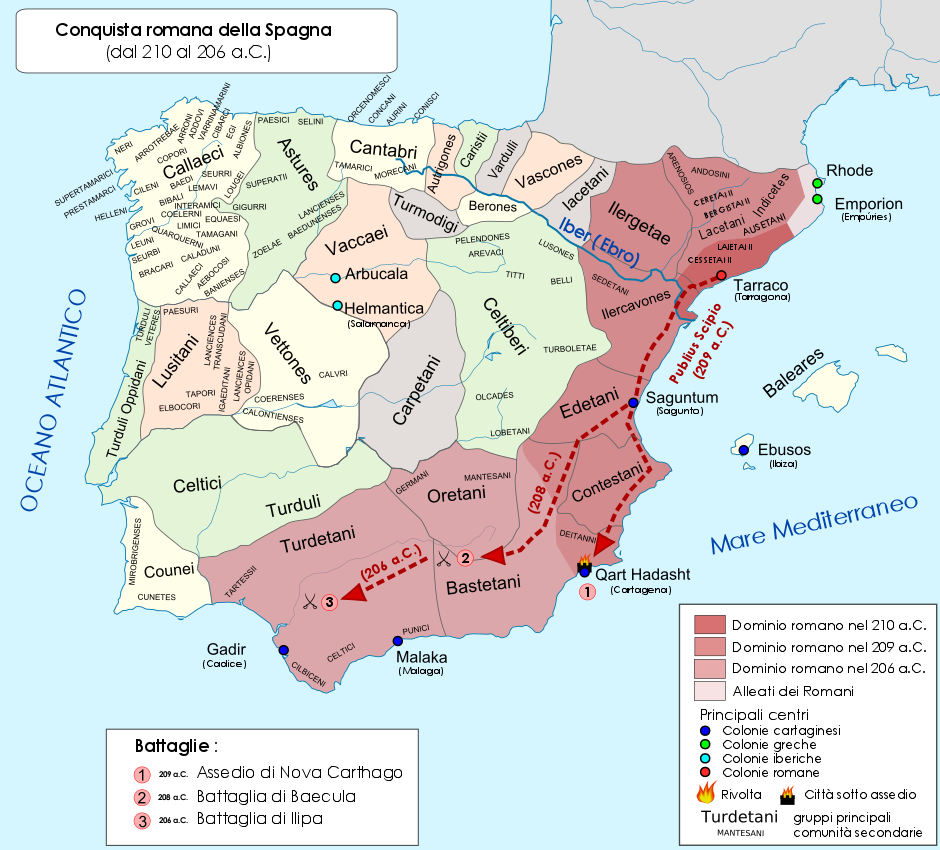
Publio Cornelio Scipione caccia i Cartaginesi dalla Spagna (dal 210 al 206 a.C.).

La conquista di Cartagena è ricordata anche per la grande umanità con la quale Scipione trattò gli ostaggi. Si racconta infatti che ai 2.000 artigiani presenti in città disse che, per il momento, dovevano considerarsi schiavi pubblici di Roma. Promise però la libertà (manumissio) a tutti coloro che si fossero dimostrati collaborativi verso i Romani con il loro lavoro, una volta portata a termine la guerra in modo vittorioso contro i Cartaginesi. Tra i restanti prigionieri scelse i migliori per forza, per aspetto e per età, e li unì agli equipaggi delle sue navi, aumentando di metà il numero totale dei marinai che aveva in precedenza. Anche a questi, promise la libertà al termine della guerra, sempre se fossero stati fedeli a Roma. Questo modo di trattare i prigionieri, suscitò da parte dei cittadini una grande benevolenza e lealtà nei confronti di Publio Scipione mentre gli artigiani si mostrarono pronti ad aiutarlo, con la speranza di poter tornare in libertà.
Ricordiamo poi un famoso episodio, sempre al termine dell'assedio, raccontato da Polibio: i soldati romani, conoscendo la debolezza del proprio comandante per le donne, gli portarono una fanciulla molto bella nella quale si erano imbattuti durante il saccheggio. Ma Scipione ringraziandoli disse loro che, essendo il loro comandante in capo, non poteva accettare un simile dono e riconsegnò la ragazza a suo padre. Poi, saputo che la fanciulla era promessa sposa di un giovane capo dei Celtiberi di nome Allucio, lo mandò a chiamare facendogli dono della fanciulla e consegnandogli come suo dono nuziale i ricchi donativi che i genitori della ragazza gli avevano fatto in segno di gratitudine. Grazie a questa sua continenza e moderazione, dice Livio, Scipione conquistò il rispetto dei popoli da lui sottomessi.
Verso la fine del 209 a.C., dopo aver annunciato al Senato di Roma la vittoria riportata a Nova Cartago attraverso Gaio Lelio, gli venne prorogato il comando insieme a Silano, non per un solo anno, ma fino a quando non fossero stati richiamati dal senato stesso. Scullard aggiunge che Scipione passò il resto dell'anno ad organizzare e addestrare l'esercito sulla base di nuovi criteri militari, introducendo una prima riforma tattica e istruendolo nell'utilizzo delle nuove armi. Adottò quindi la spada spagnola (gladius) e forse modificò il giavellotto (pilum), che avrebbero portato ai Romani la supremazia sull'allora mondo civilizzato.

##### Cacciata dei Cartaginesi dalla Spagna (208-206 a.C.)

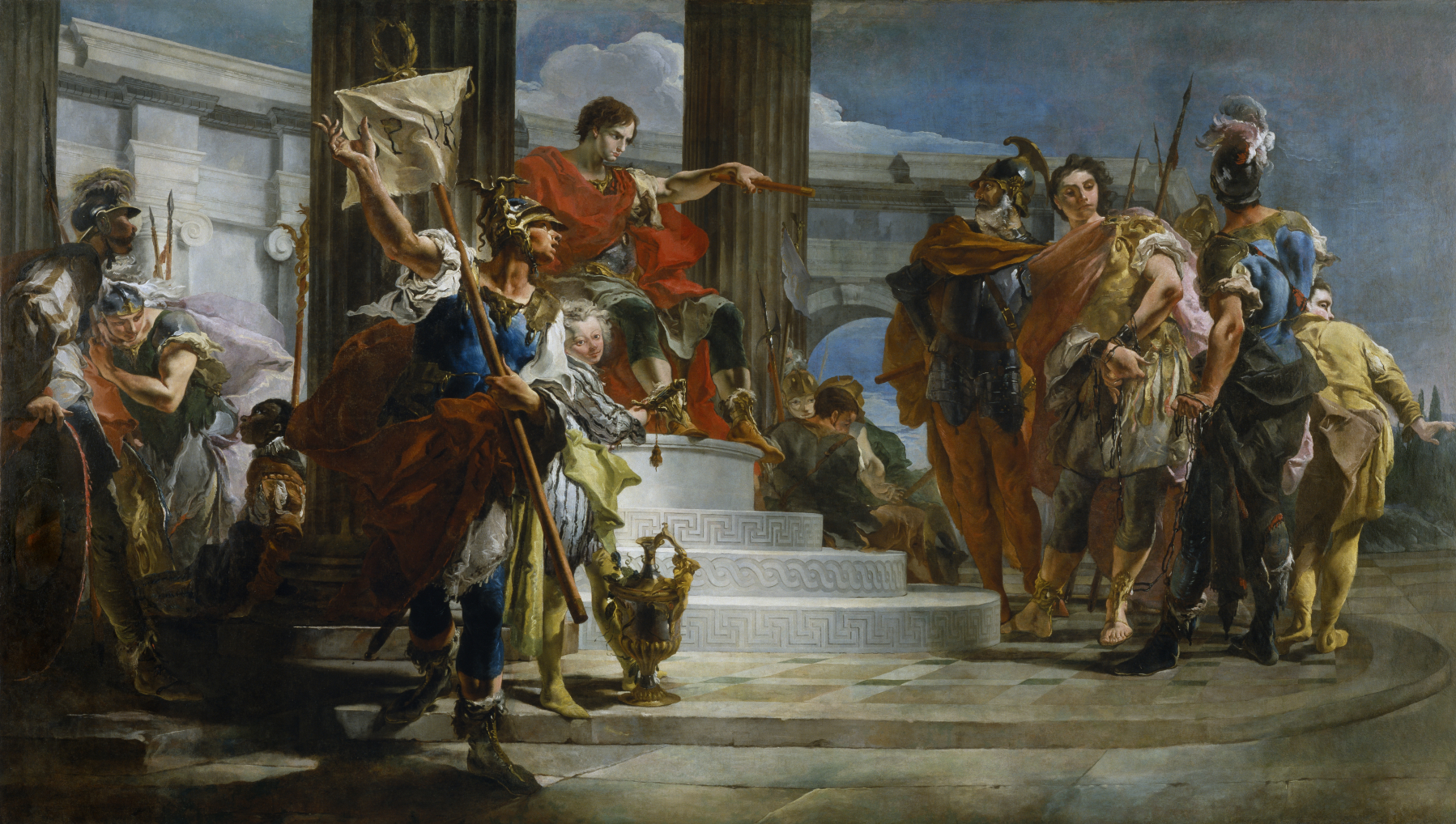
Giambattista Tiepolo, "Scipione l'Africano libera Massiva" (Walters Art Museum, Baltimora) dopo la vittoriosa battaglia di Baecula.

L'anno successivo, nel 208 a.C., Scipione ottenne una nuova vittoria sconfiggendo Asdrubale Barca nella battaglia di Baecula; tuttavia, in questa fase, dal punto di vista strategico, la sua azione fu un fallimento. Asdrubale infatti evitò la disfatta, concentrò un forte corpo di spedizione e si diresse verso l'Italia per accorrere in aiuto del fratello Annibale, senza che Scipione riuscisse a bloccare o intralciare la sua marcia. Theodor Mommsen ha criticato fortemente il suo comportamento e ritiene che la sua strategia fosse errata non essendo riuscito a impedire la spedizione di Asdrubale che nel 207 a.C. mise in grave difficoltà i romani in Italia. Lo Scullard invece minimizza le responsabilità di Scipione, ritenendo che fosse impossibile bloccare tutti i passi dei Pirenei e che egli avesse come obbiettivo principale la sottomissione della Spagna, non quello di abbandonarla agli altri due eserciti cartaginesi presenti nel sud del suo territorio.
In ogni caso, Scipione, dopo Baecula, si comportò ancora una volta con grande generosità verso i prigionieri, rilasciando tra gli altri Massiva, il giovane nipote di Massinissa, re della Numidia, gesto questo, vale la pena ricordarlo, che creò i presupposti per quell'alleanza con il re numida che sarà uno degli strumenti più importanti di Scipione per rompere il dominio cartaginese in Africa.
Nello stesso anno, dopo la partenza di Asdrubale Barca per l'Italia, vennero inviati in Spagna dei rinforzi sotto il comando di Annone, il quale, insieme a Magone Barca, iniziò a reclutare nuove truppe mercenarie in Celtiberia. A metterli in difficoltà fu Marco Silano, il quale riuscì a catturare Annone che però Magone riuscì a mettere in fuga per unirsi ad Asdrubale Giscone a Cadice. Era giunto il momento per Scipione di spingersi a sud, nella speranza di portare a termine la conquista della Spagna cartaginese, ma Asdrubale si rifiutava di combattere, dividendo il suo esercito in numerose città. Publio però non cadde nel tranello, sprecando tempo prezioso in una guerra di assedi, nonostante il fratello Lucio fosse riuscito a conquistare la ricca e importante città di Aurungis (Jaén).
All'inizio del 206 a.C., Publio si scontrò con le forze cartaginesi congiunte presso Ilipa (Alcalá del Río), ottenendo una vittoria determinante per la conquista della Spagna cartaginese. Asdrubale e Magone fuggirono, mentre le loro truppe furono massacrate. Lo Scullard aggiunge che non fu meno brillante la tattica utilizzata da Scipione rispetto a Baecula. Egli infatti corresse uno dei punti deboli della precedente battaglia, riuscendo a contenere il grosso dell'esercito nemico mentre le ali compivano una perfetta manovra di avvolgimento dell'intera armata cartaginese.
Dopo lo scontro, decise di compiere un rapido viaggio in Africa per incontrare Siface, che sembrava incerto su quale schieramento appoggiare durante il conflitto tra Roma e Cartagine. Al suo ritorno in Spagna, punì in modo esemplare alcune città iberiche, tra cui Castax, Astapa (Estepa) e Ilurgia (Lorca), quest'ultima espugnata in seguito ad un attacco convergente, dopo il quale Scipione cadde malato. La notizia provocò un ammutinamento, quasi subito domato, fra le truppe che si trovavano sul Sucrone, tra Nova Carthago e l'Ebro. Ristabilitosi, guidò la sua armata contro due principi ispanici che si erano ribellati, conducendola ad una brillante vittoria sull'alto Ebro e costringendo i sovrani ribelli a rinnovare l'alleanza con Roma. A completamento delle sue imprese in Spagna, vi fu anche l'incontro con l'altro principe numida, Massinissa, la fondazione di una colonia a Italica per i suoi veterani (dove oggi sorge Santiponce) e la resa dell'ultimo baluardo cartaginese in Spagna, la città di Cadice. Magone, dopo un inutile tentativo di riprendere Nova Carthago, si rifugiò nelle isole Baleari, dove la capitale di Minorca, Mahón, porta ancora il suo nome. Scipione era così riuscito a cacciare definitivamente i Cartaginesi dalla penisola iberica ed a chiudere il fronte occidentale, mantenendovi solo le necessarie forze di presidio. Scipione poteva ora tornare a Roma vittorioso e pronto a nuove avventure militari. Lasciò, pertanto, la Spagna nel 206 a.C., nell'anno che «rappresenta la nascita della provincia romana di Hispania».

#### Il consolato (205 a.C.)

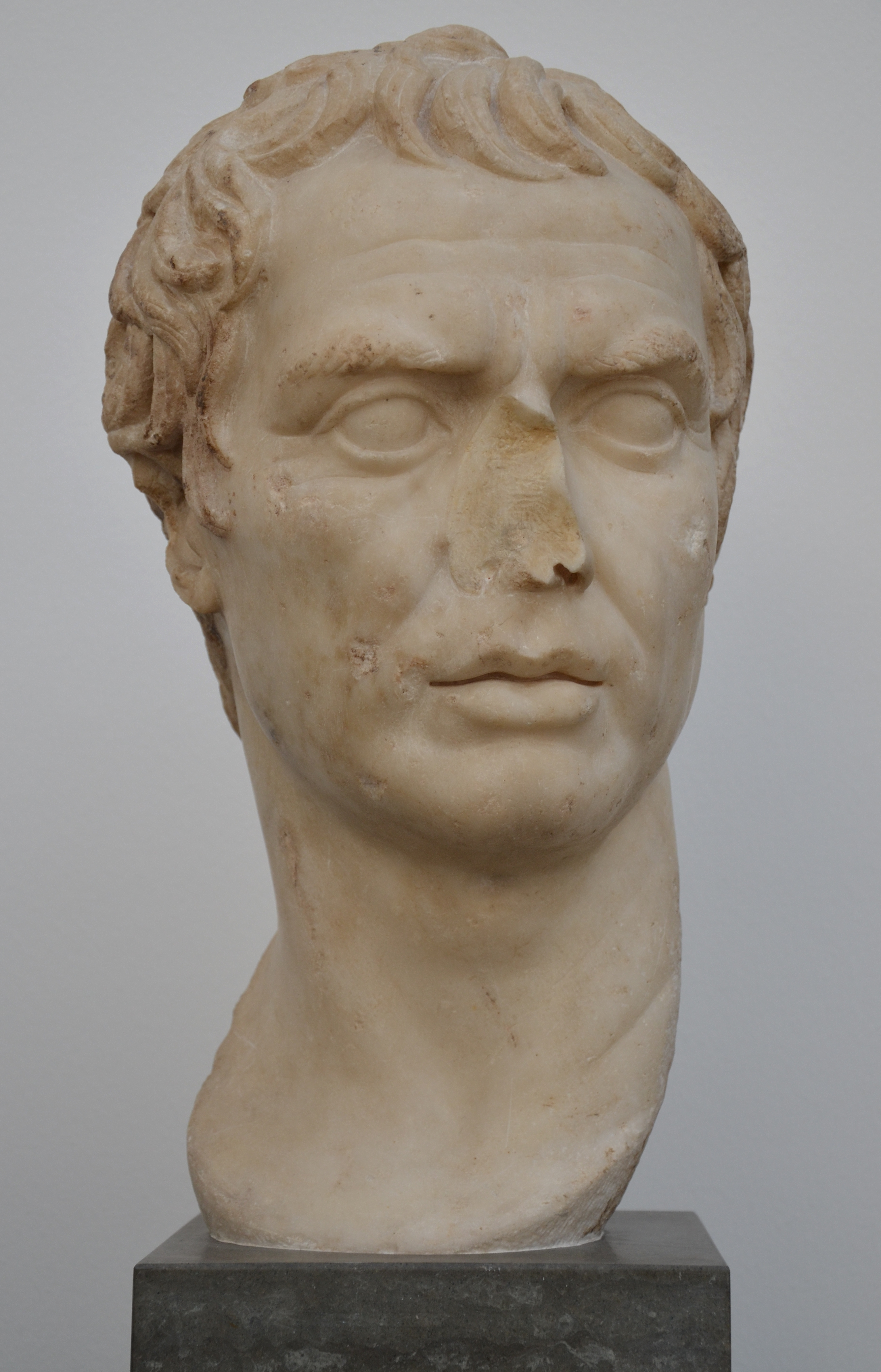
Busto di Scipione Africano (?) oggi presso Ny Carlsberg Glyptotek di Copenaghen.

Nel 205 a.C. Roma sottoscrisse la pace di Fenice con Filippo V di Macedonia, chiudendo anche il fronte orientale, ma soprattutto proiettando Roma per la prima volta dentro il mondo politico ellenico, come garante nei confronti di coloro che ne avevano chiesto l'intervento negli anni passati. Scipione una volta tornato dalla Spagna (autunno del 206 a.C.), venne eletto console nel 205 a.C. e gli fu affidata la Sicilia, dove dovette accontentarsi delle legioni "cannensi", sebbene gli fosse stato accordato il diritto di reclutare dei volontari.
Una volta divenuto console, Scipione annunciò il suo ambizioso programma di chiudere la partita con Cartagine, portando la guerra in Africa. Invano a questo suo disegno politico e strategico si oppose il Senato romano, capitanato dalla fazione attendista di Quinto Fabio Massimo e del figlio. Si può comprendere come l'ex dittatore, ora princeps senatus, ormai ultraottantenne fosse affezionato alla sua concezione della guerra che fino ad allora aveva permesso a Roma di resistere.
Il Senato di Roma, sotto la pressione dei Fabii, voleva prima sconfiggere Annibale in Italia e rifiutava di supportare Scipione che in Sicilia aveva a sua disposizione solo le legioni "cannensi" e poche navi. Le legioni "cannensi" erano i resti delle forze sbaragliate a Canne da Annibale. Però mentre Varrone, il maggiore responsabile della disfatta, tornato a Roma era stato perdonato, i soldati, come punizione erano stati mandati in Sicilia col divieto di tornare a Roma fino a quando Annibale fosse rimasto in Italia. Nonostante delegazioni di supplici avessero fatto notare al Senato la differenza di trattamento, la punizione era rimasta applicata e circa 15.000 uomini sognavano Scipione, la vendetta ed il riscatto sociale. Questo desiderio, alla fine, fu uno dei fattori determinanti della vittoria.
Preso atto dell'atteggiamento del Senato, Scipione si rivolse agli alleati italici per avere uomini, armi, navi e vettovaglie. La risposta, leggiamo in Tito Livio, fu entusiastica. Le città dell'Etruria e del Lazio fornirono ciurme per le navi, tela per le vele, grano e farro e vivande di tutti i tipi, punte di frecce, scudi, spade, lance e uomini. In meno di due mesi Scipione aggiunse alle sue legioni "cannensi" circa 7.000 volontari italici e cominciò a preparare seriamente lo sbarco in Africa.
Convinto da alcuni abitanti di Locri a riconquistare la città, Scipione accettò e dopo la sua vittoria lasciò un luogotenente, Quinto Pleminio, a governare la città. Le malversazioni di Pleminio verso la popolazione vennero portate davanti a Scipione che però non credette ai locresi. Costoro allora si appellarono al Senato che inviò una commissione. Per fortuna di Scipione la commissione di inchiesta prima, a Locri, appurò che il console non aveva avuto parte nel comportamento di Pleminio e poi, a Siracusa, vide che l'esercito approntato da Scipione era perfettamente addestrato e rifornito. La commissione tornò a Roma lodando Scipione e le sue capacità di organizzazione e di comando.
Piganiol aggiunge che Scipione trattò benevolmente i Greci di Sicilia, avendone adottato i loro costumi e presentandosi come il continuatore di Dionisio e di Agatocle.

#### Campagna d'Africa (204-201 a.C.)

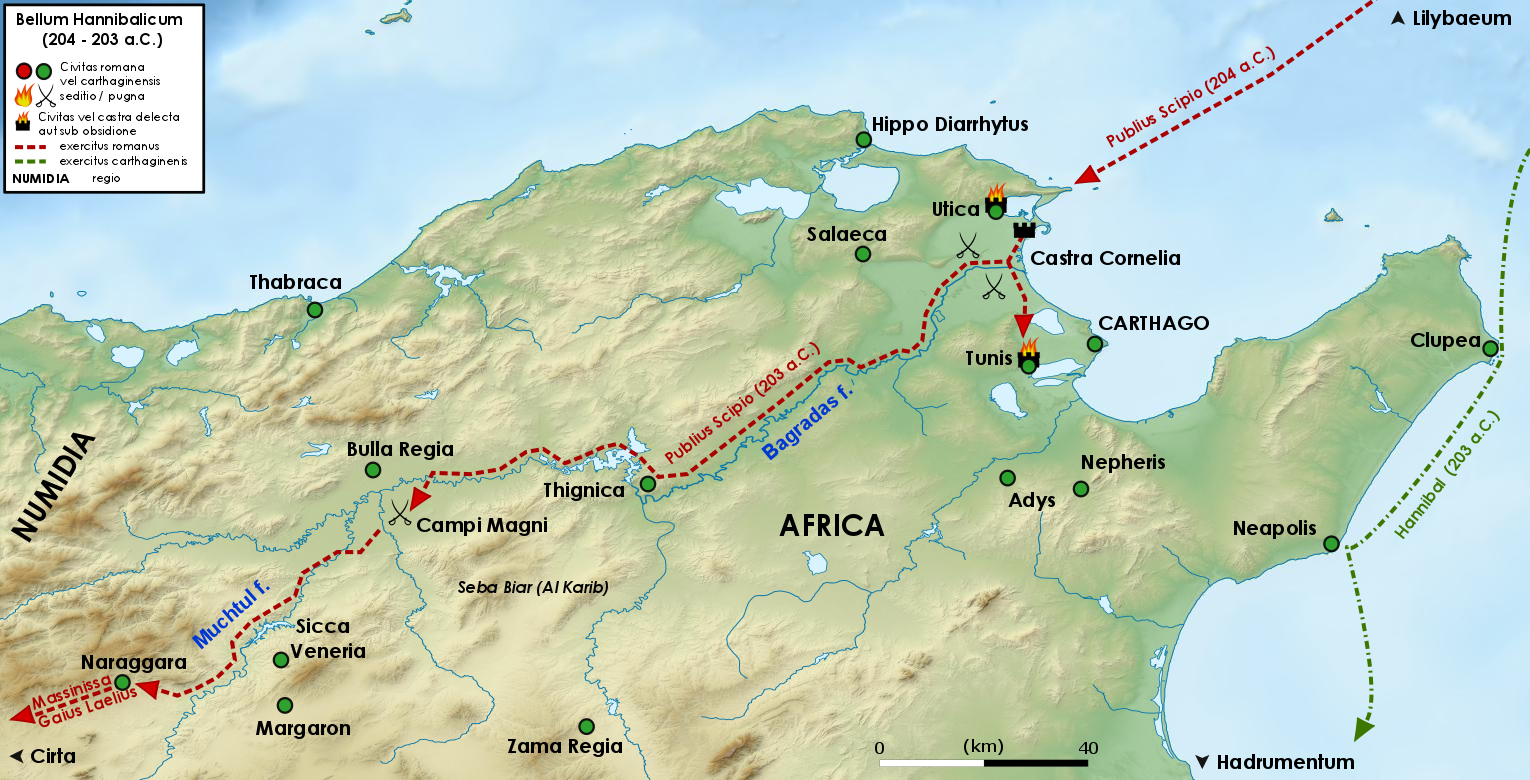
La campagna di Publio Cornelio Scipione in Africa nel 204-203 a.C.

Nel 204 a.C. Publio Cornelio fu nominato proconsole e poté continuare con il suo progetto di portare la guerra in Africa. Partito da Lilibeo (oggi Marsala), sbarcò nei pressi di Utica scompaginando i piani dei Cartaginesi, comunque superiori in forze (60.000 uomini contro i 35.000 di Publio), che lo attendevano a Emporia, in Spagna. Viene raggiunto da Massinissa, con cui aveva accortamente negoziato, e dalla sua cavalleria. Legato alla causa cartaginese invece, era l'altro principe numida Siface, che aveva sposato la bella figlia di Asdrubale Giscone, Sofonisba. Dopo un vittorioso scontro con un contingente di cavalleria, Scipione poté dedicarsi al saccheggio del territorio e inviare a Roma ricchezze e schiavi, rinforzando la sua posizione politica e operativa. Cercò inoltre di conquistare Utica ma non vi riuscì e decise di accamparsi per l'inverno, facendo erigere "Castra Cornelia", l'accampamento fortificato dove passò l'inverno con il suo esercito.
Durante l'inverno, Scipione, considerata l'enorme superiorità numerica degli avversari, elaborò un piano per indebolire il nemico. Siface e Asdrubale si erano accampati su due alture adiacenti. Informato che i quartieri d'inverno dei nemici erano costituiti da ripari in legno e giunco addossati gli uni con gli altri, Scipione pensò di incendiare il campo nemico e approfittare della confusione che ne sarebbe seguita per sferrare un attacco a sorpresa. Con la scusa di cercare un accordo per evitare una guerra, mandò una serie di ambascerie, facendo mescolare tra gli ambasciatori esploratori e centurioni che approfittarono dei colloqui per raccogliere dettagliate informazioni topografiche utili per l'attacco. Poi, in primavera, sentendosi pronto, interruppe i negoziati e fece salpare le sue navi in direzione di Utica, come se avesse intenzione di assalire la città dal mare. Ma nottetempo si portò presso i quartieri d'inverno di Siface e, dopo aver bloccato ogni via di fuga, appiccò l'incendio che, come previsto, si estese in breve tempo all'intero accampamento. Non appena i cartaginesi dell'accampamento di Asdrubale, credendo accidentale l'incendio, si precipitarono fuori in aiuto, vennero annientati. Secondo Livio, furono uccisi o morirono tra le fiamme circa quarantamila uomini e quasi cinquemila furono fatti prigionieri. Scipione aveva sbaragliato in un colpo solo, quasi senza perdite, forze numericamente superiori. Polibio, che probabilmente ottenne le informazioni da Lelio, che partecipò all'attacco, giudicò, fra tutte le numerose e notevoli imprese di Scipione, come "il più straordinario dei fatti d'arme da lui ideato ed eseguito". Sia Asdrubale che Siface riuscirono a mettersi in salvo, il primo si ritirò a Cartagine mentre l'altro tornò in Numidia. Grazie a nuovi arruolati e all'arrivo di 4.000 mercenari dalla Spagna, nel giro di un mese, Asdrubale e Siface ripresero le ostilità, ma vennero sconfitti ai Campi Magni (presso Souk El Kremis), sul corso superiore del Bagrada, a centoventi chilometri a ovest di Utica. Solo grazie all'eroica resistenza dei Celtiberi i due riuscirono a mettersi in salvo. Asdrubale ritornò nuovamente a Cartagine, mentre Siface si ritirò nella propria capitale, Cirta: l'odierna Costantina.

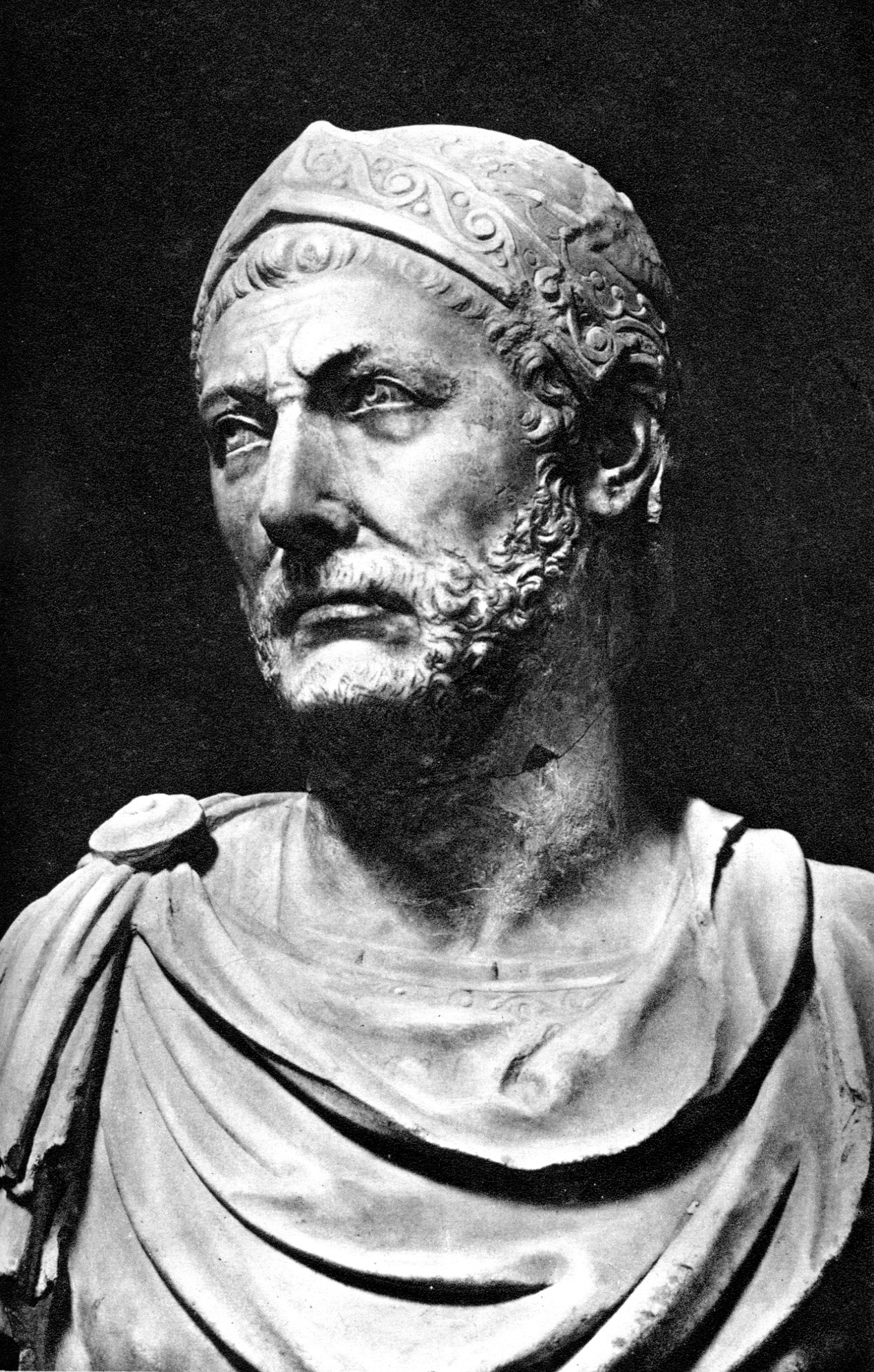
Annibale; Theodor Mommsen lo definì "il più grande generale dell'antichità".

Scipione approfittò della vittoria per occupare varie città di importanza strategica, tra cui Tunisi, a soli ventiquattro chilometri da Cartagine, da dove poté controllare le comunicazioni via terra del nemico. Nel frattempo, inviò Lelio e Massinissa all'inseguimento di Siface, il quale raccolte nuove forze marciò contro di loro, venendo sconfitto presso Cirta e, infine, fatto prigioniero; la moglie, Sofonisba, si avvelenò. Scipione conferì il titolo di re della Numidia a Massinissa e gli concedette grandi onori. Cartagine, alle corde, intavolò trattative di pace. Le condizioni fissate da Scipione, che non mirava alla distruzione della città, furono severe: la restituzione dei prigionieri, il ritiro degli eserciti cartaginesi dall'Italia, la rinuncia alla Spagna, la consegna delle navi da guerra; i cartaginesi dovettero però accettare e il conflitto si concluse con l'armistizio dell'inverno 203-202 a.C.. La guerra sembrava alla fine, tuttavia, i cartaginesi approfittarono della tregua per richiamare in patria Annibale e Magone. Quest'ultimo però, ferito durante una battaglia, morì durante il viaggio. Per quanto riguarda Annibale, si racconta che nessun esule abbia lasciato la propria patria con un'afflizione maggiore di quella mostrata dal generale nel lasciare la terra dei suoi nemici e che sulla nave che lo riportò a Cartagine egli abbia imprecato contro sé stesso per non aver attaccato Roma subito dopo la vittoria di Canne: “Scipione aveva osato muovere contro Cartagine senza aver veduto da console, in Italia, il nemico cartaginese; egli, che aveva fatto a pezzi centomila romani al Trasimeno e a Canne, era rimasto a invecchiare tra Casilino e Cuma e Nola”. In questo modo però, Scipione riuscì comunque a liberare l'Italia dai Cartaginesi.
In Africa la tregua durò poco. Una tempesta sospinse sulla costa di Cartagine duecento navi onerarie romane, salpate dalla Sicilia con rinforzi e rifornimenti per Scipione, e i Cartaginesi si impossessarono delle navi e del loro carico. Scipione mandò ambasciatori a protestare per l'accaduto ma i cartaginesi, contando sull'imminente arrivo di Annibale, li licenziarono senza risposta e tesero loro un agguato sulla via del ritorno. Come risposta, Scipione devastò la valle del fiume Bagrada per isolare Cartagine dalla sua base di rifornimento. Sbarcato con ventiquattromila uomini a Leptis Minor (l'odierna Lamta), in quello che oggi è il golfo di Hammamet, Annibale ottenne l'aiuto di Ticheo, parente di Siface, che gli inviò un corpo di 2.000 cavalieri, oltre ai 12.000 uomini di Magone, tutti soldati ben addestrati, ai nuovi reclutamenti in Africa e ai 4.000 macedoni inviati da re Filippo.

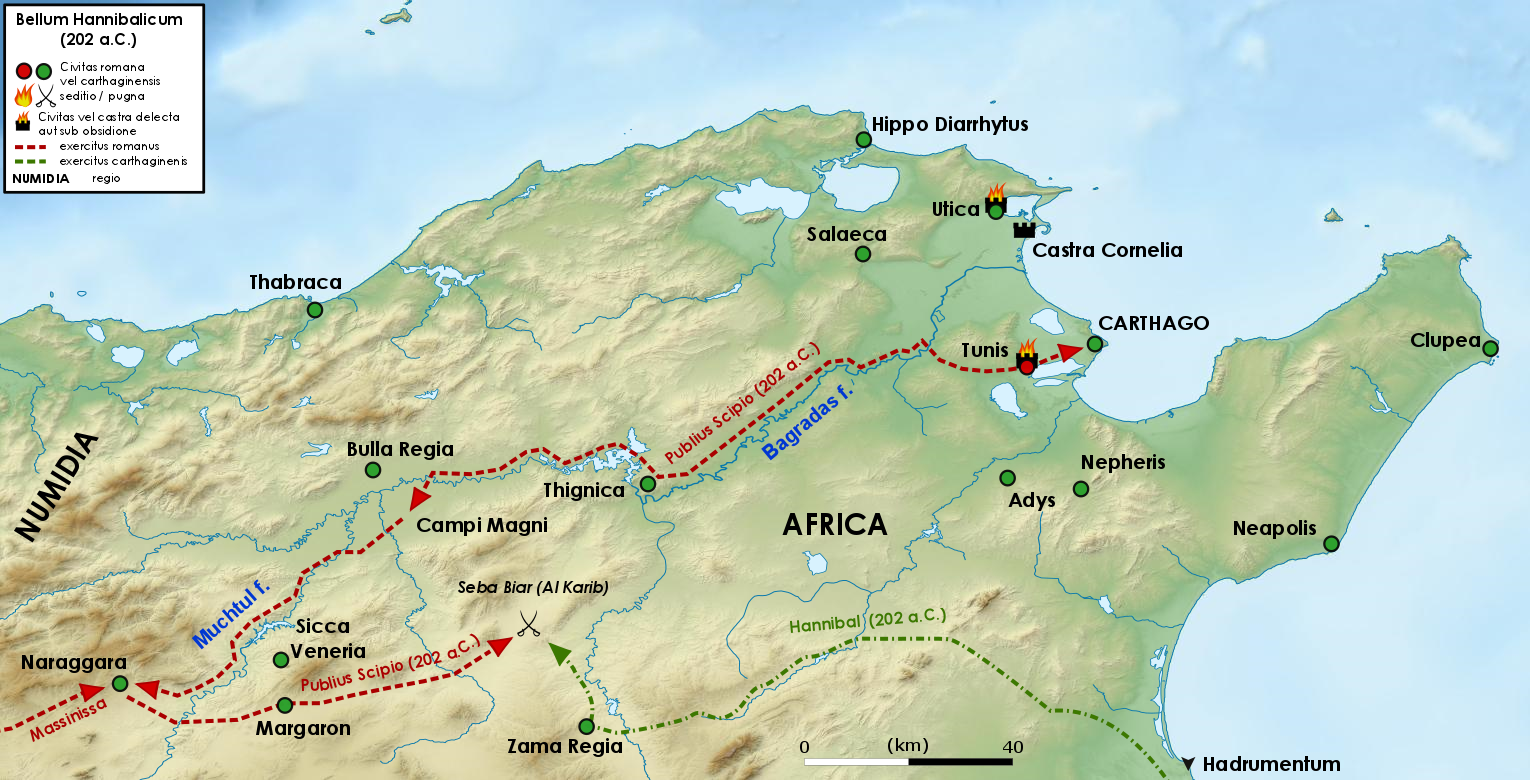
Atto finale della campagna africana di Scipione Africano, culminata nella Battaglia di Zama (202 a.C.)

La devastazione della valle del Bagrada – importante fonte di rifornimento per Cartagine – da parte di Scipione, costrinse Annibale ad andargli incontro e ad allontanarsi quindi dalla sua base militare, Cartagine. A Zama, Annibale inviò degli esploratori per scoprire le misure difensive dell'accampamento romano, ma tre spie vengono catturate. Portate davanti a Scipione, egli non solo non li punisce ma al contrario li affida a un tribuno militare, con l'ordine di mostrare loro apertamente tutto ciò che c'era nel campo. Ciò fatto, li interroga per sapere se la persona da lui incaricata aveva fatto loro vedere tutto accuratamente e, a loro risposta affermativa, li congeda invitandoli a riferire esattamente ad Annibale quello che era loro capitato.
Questo insolito comportamento di Scipione era calcolato: serviva per dimostrare ad Annibale e ai cartaginesi la completa fiducia dei Romani nei propri mezzi e ad insinuare dubbi fra le loro file. Rientrati gli esploratori e riferito quanto accaduto, Annibale chiese un incontro con Scipione per discutere con lui l'intera situazione. Scipione accettò e scelse come luogo dell'incontro una pianura non lontana dalla città di Naraggara. In tal modo si assicurò la battaglia su un terreno pianeggiante, l'ideale per sfruttare al massimo il vantaggio che gli derivava dalla superiorità della sua cavalleria.

Il capolavoro tattico di Scipione contro Annibale nella battaglia di Zama.

Il giorno dell'incontro, Annibale fece al comandante romano una proposta di pace: Sicilia, Sardegna e Spagna sarebbero passate definitivamente ai Romani mentre le ambizioni di Cartagine si sarebbero limitate alla sola Africa. Ma Scipione non accettò queste proposte facendo notare ad Annibale come egli offrisse territori già da lungo tempo in mano ai romani. Terminato senza esito l'incontro, l'indomani i due comandanti si diedero battaglia. L'esercito di Scipione doveva contare circa 36.000 uomini, mentre quello di Annibale superava i 50.000. Inoltre, Annibale disponeva di ottanta elefanti, più che in ogni altra battaglia da lui combattuta prima d'ora. Allo scopo di terrorizzare i Romani, il condottiero cartaginese schierò i pachidermi dinanzi alle proprie linee e quando la battaglia cominciò scagliò gli elefanti contro lo schieramento romano. Tuttavia, Scipione ordinò all'intera linea di suonare le trombe e i corni. Dallo schieramento romano si levò così un frastuono tremendo che terrorizzò i pachidermi a tal punto che molti di essi si voltarono e caricarono le loro stesse truppe, scatenando disordine e confusione tra i Cartaginesi, di cui i Romani approfittarono prontamente. Scipione, artista nei “boomerang”, ha ancora una volta ritorto la migliore arma dei nemici contro loro stessi. Polibio racconta che la battaglia rimase indecisa per parecchio tempo e che a deciderne le sorti furono le cavallerie di Lelio e Massinissa, che caricarono i cartaginesi alle spalle, vincendo la resistenza degli uomini di Annibale che restarono ai propri posti fino alla fine. Polibio e Livio riferiscono che da parte dei Cartaginesi ci furono ventimila uomini uccisi e quasi altrettanti catturati, mentre tra i Romani caddero circa millecinquecento uomini. Annibale riuscì a scampare alla mischia rifugiandosi con pochi uomini ad Adrumeto. Sia Livio che Polibio tributano ad Annibale un elogio su come avesse schierato l'esercito e avesse combattuto, riconoscendo che avesse perso non perché non fosse valoroso bensì perché si era scontrato con chi era più valoroso di lui.
Basil H. Liddell Hart, a proposito della battaglia di Zama, scrive: “Se si esaminano gli annali della storia, non è dato trovare un'altra battaglia in cui due grandi comandanti militari sapessero sempre dare il meglio di sé. Arbela, Canne, Farsalo, Breitenfeld, Blenheim, Leuthen, Austerlitz, Jena, Waterloo, Sedan: tutte furono segnate da inettitudine o approssimazione da una parte o dall'altra.”
Secondo alcune ricostruzioni la battaglia di Zama ricalca, con risultato invertito, la battaglia di Canne, segno che lo studio della tattica di Annibale, fatto da Scipione dopo quella sconfitta, era stato sommamente utile al condottiero romano.
Scipione sfruttò immediatamente gli effetti psicologici della vittoria ordinando a Gneo Ottavio di portarsi con le legioni presso Cartagine. Contemporaneamente egli mosse con la flotta verso il porto della città. Cartagine capitolò immediatamente, senza bisogno di assedio e di spargimenti di sangue. Le condizioni di pace proposte da Scipione furono moderate: ai Cartaginesi non viene imposta nessuna guarnigione, anzi, Cartagine avrebbe riavuto indietro tutti i possedimenti africani che erano suoi prima della guerra. Avrebbe però dovuto restituire le navi onerarie romane di cui si era impossessata in violazione della tregua nonché tutti i prigionieri. Inoltre avrebbe dovuto consegnare tutte le navi da guerra e tutti gli elefanti; non avrebbe dovuto far guerra a nessuno fuori dall'Africa e a nessuna nazione africana senza aver prima consultato Roma. Doveva pagare un'indennità di diecimila talenti d'argento suddivisi in rate annuali per cinquant'anni e doveva dare in ostaggio a Roma cento giovani, scelti da Scipione.
Si racconta che, nonostante la moderazione delle condizioni di pace proposte da Scipione, quando il senato cartaginese si riunì per discuterle, uno dei senatori contrario all'accettazione di quei termini si alzò per parlare. Fece però appena in tempo ad iniziare il suo discorso che Annibale, favorevole invece alle condizioni proposte da Scipione, lo strappò di peso dalla tribuna. Alla fine il senato cartaginese accettò le condizioni di pace. Una volta ratificata la pace anche dal Senato Romano, Scipione fece immediatamente incendiare l'intera flotta da guerra cartaginese, cinquecento navi. Era la fine per Cartagine del suo ruolo di grande potenza mediterranea.
Nella storia del mondo antico l'importanza della seconda guerra punica è, senza esagerazione, fondamentale. Definitivamente liberatasi di Cartagine come grande potenza mediterranea, Roma diventa dominatrice dei destini del mondo civilizzato introducendovi un'unità che durerà quasi mezzo millennio.
Dopo aver donato a Massinissa tutte le terre di Siface conquistate dai romani, Scipione si imbarca per la Sicilia e ritorna a Roma via terra attraverso l'Italia meridionale: è un'unica lunghissima processione trionfale. È in questo periodo che nasce il soprannome di “Africano”. Non si sa se a coniarlo furono i suoi soldati, gli amici o il popolo. Certo è che Scipione fu il primo comandante militare romano a essere onorato col nome del popolo da lui vinto. L'entusiasmo del popolo era così grande che, se Scipione avesse voluto, avrebbe potuto ottenere un titolo ben più sostanzioso di un soprannome. Infatti il popolo voleva proclamarlo console e dittatore perpetuo. Ma Scipione rifiutò redarguendo severamente la folla perché intendeva elevarlo a un potere di fatto, se non di nome, pari a quello di un re. Scipione aveva trentatré anni, aveva salvato Roma ed era all'apice della fama.

#### Dopo Zama (200 - 188 a.C.)

##### Ritorno a Roma (200 - 192 a.C.)
Nel 200 a.C., liberatasi della minaccia cartaginese, Roma parte alla conquista dell'oriente ellenistico con una politica portata avanti da Tito Quinzio Flaminino che sarà il protagonista della politica di questi anni. Ammiratore della cultura greca, Flaminino cercherà di tutelare l'indipendenza delle città-stato greche, sottoposte però ad un protettorato di Roma che ne doveva ricavare vantaggi economico-politici.
Scipione diventa censore nel 199 a.C., princeps senatus, e ancora console nel 194 a.C. Scipione viene eletto console insieme a Tiberio Sempronio Longo. Per una singolare coincidenza i loro padri erano stati consoli insieme durante la seconda guerra punica. Quell'anno il senato decise che, non esistendo pericoli imminenti al di fuori dei confini, entrambi i consoli dovessero restare in Italia. Scipione si oppone con forza a questa decisione, dichiarando che “incombeva una grossa guerra contro Antioco” di Siria, presso il quale Annibale si era da poco trasferito. Ma il senato non gli dà retta e anzi decreta il ritorno in patria dell'esercito romano in Macedonia. Gli avvenimenti successivi avrebbero ancora una volta confermato la preveggenza di Scipione. Alla scadenza del consolato Scipione si ritira a vita privata, cosa insolita per quei tempi in cui gli ex-consoli optavano per una provincia straniera.

##### Crisi siriaca (192 - 188 a.C.)

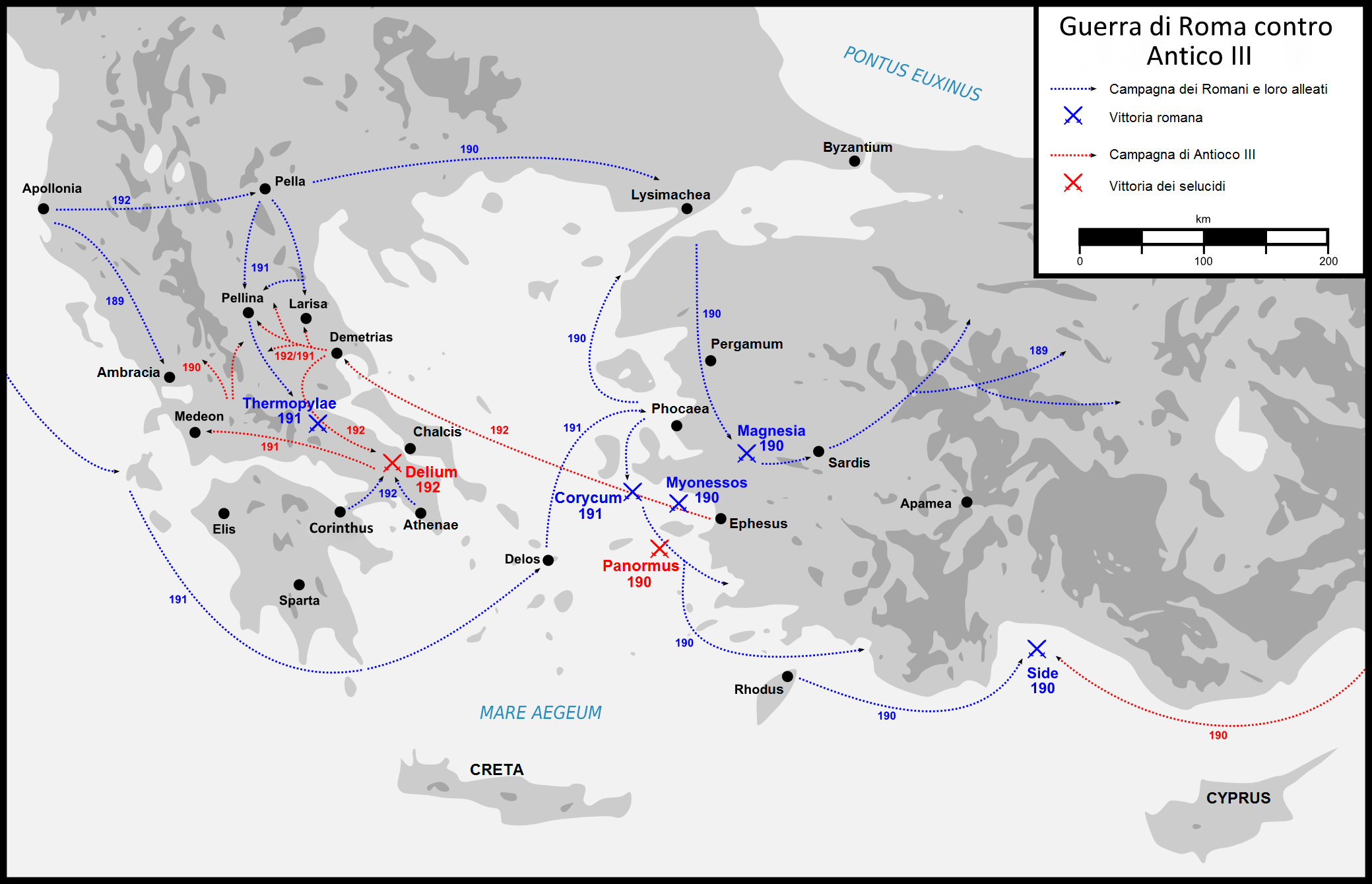
Mappa degli scontri tra Romani ed Antioco III degli anni 192-189 a.C.

Antioco III di Siria intanto, dopo aver vinto l'intera Asia Minore ed essersi spinto fino in Tracia, ora guardava alla Grecia dove era chiamato dagli Etoli, nemici dei romani. Annibale gli aveva proposto una spedizione contro l'Italia, unica soluzione a parere del cartaginese per sconfiggere Roma. Secondo il piano di Annibale, egli con truppe fornite da Antioco sarebbe sbarcato in Africa per sollevare i cartaginesi. Nel contempo Antioco si sarebbe dovuto spostare in Grecia pronto a balzare in Italia al momento più opportuno. Antioco occupa Efeso ma perde tempo impelagandosi in una campagna locale contro i Pisidi. Roma, esausta da anni di lotta, tenta di risolvere la questione diplomaticamente inviando a Efeso un'ambasceria, della quale fa parte anche Scipione Africano. Ad Efeso gli ambasciatori romani hanno colloqui con Annibale, presente casualmente in città.
È rimasto famoso il colloquio che Scipione ebbe con Annibale, riportatoci da Acilio. Scipione chiede ad Annibale quale secondo lui fosse il più grande condottiero. E il Cartaginese risponde Alessandro Magno. Scipione allora gli chiede chi ponesse al secondo posto, e Annibale risponde Pirro. Ed insistendo Scipione su chi ritenesse terzo, Annibale risponde lui stesso. A quel punto Scipione gli chiede cosa avrebbe mai risposto se a Zama avesse vinto lui. Annibale rispose che in quel caso avrebbe posto sé stesso prima di Alessandro, prima di Pirro, prima di qualunque altro.
Non avendo ottenuto alcun risultato concreto da Antioco sul piano diplomatico, Roma si prepara alla guerra. Vengono eletti consoli per l'anno successivo Publio Scipione, omonimo e cugino di Scipione, e Manio Acilio. Vengono inviati a Cartagine e in Numidia commissari ad acquistare grano necessario per i rifornimenti delle truppe che dovevano partire per la Grecia. In quest'occasione i Cartaginesi non solo offrono il grano in dono ma si offrono anche di preparare a proprie spese una flotta e di pagare in blocco parecchie rate annuali del tributo dovuto a Roma in base al trattato di pace. Il generoso spirito dei Cartaginesi a tener fede alle clausole del trattato di pace è la prova della saggezza della politica di Scipione dopo Zama. Antioco avrebbe potuto conquistare l'intera Grecia prima che i romani fossero in grado di intervenire. Ma non sa approfittare del vantaggio temporale sui romani e anzi abbandona anche il piano di Annibale sulla spedizione in Africa perché temeva che se Annibale avesse ricevuto un ruolo operativo l'opinione pubblica lo avrebbe considerato come il vero comandante. Così mentre Antioco perde tempo in inutili attacchi contro città della Tessaglia e in piaceri a Calcide, l'esercito romano guidato dal console Acilio ha tutto il tempo di completare i preparativi e di sbarcare in Grecia. Sconfitto alle Termopili, Antioco riattraversa l'Egeo. Con un colpo solo i romani avevano scacciato dalla Grecia il loro temuto avversario.

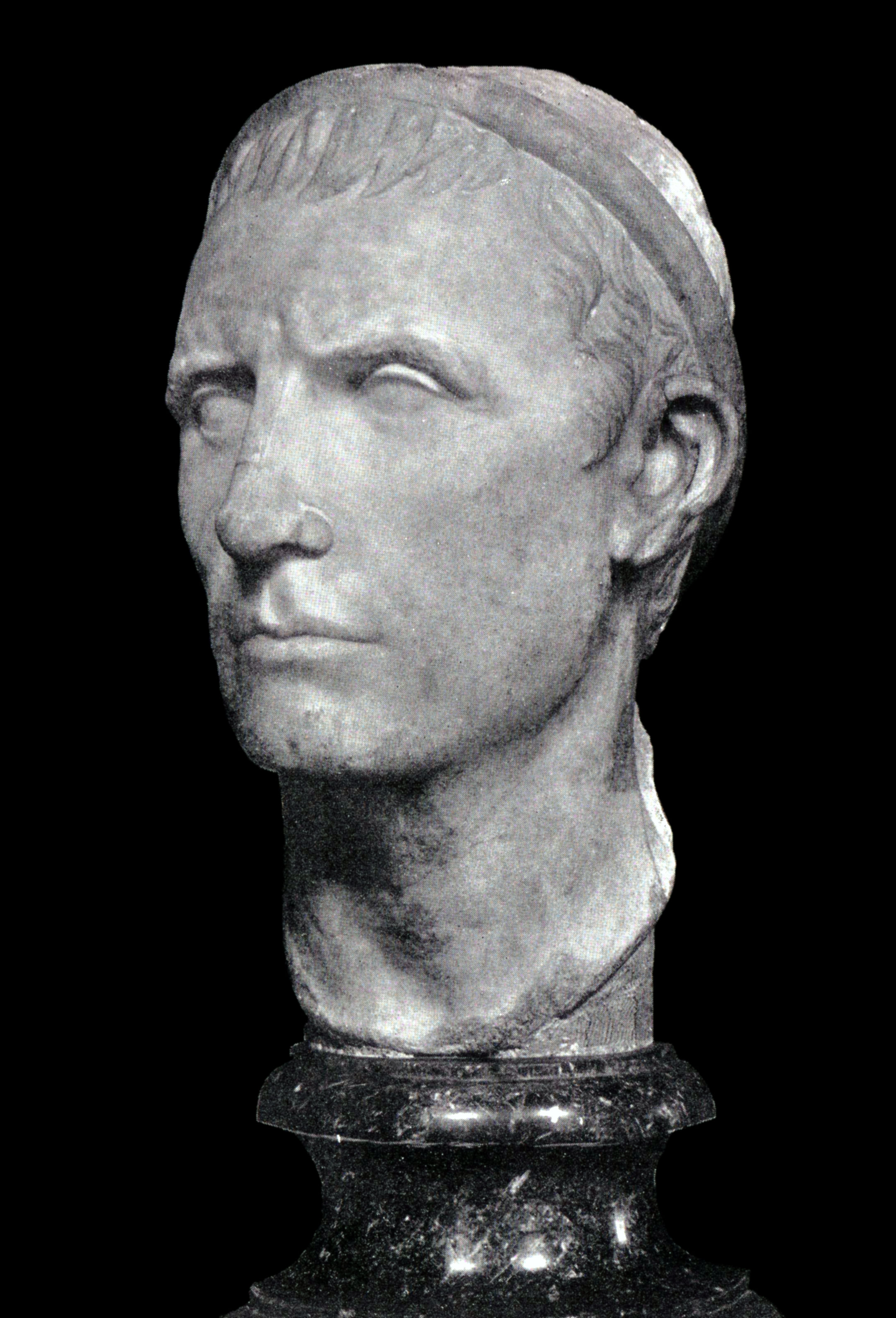
Busto di Antioco III (Museo del Louvre).

Compresa la necessità di sottomettere Antioco per evitare di ritrovarselo ai propri confini orientali come continua minaccia, Roma si prepara a un'invasione. Vengono eletti consoli Lucio, fratello di Scipione, e Gaio Lelio, il vecchio aiutante di Scipione. Entrambi i consoli desiderano la Grecia e la decisione a chi dei due assegnarla viene rimessa al senato. Poiché in Senato il dibattito si preannuncia assai lungo, Scipione interviene dicendo che se la Grecia fosse stata assegnata al fratello Lucio Scipione, egli sarebbe andato con lui come legato. La proposta di Scipione viene approvata immediatamente e unanimemente. Il gesto di Scipione è illuminante sulla sua nobiltà: il più grande comandante militare della storia romana si abbassava ad accettare una carica subordinata: gli bastava salvare il proprio paese lasciando a un altro gli onori del trionfo. La spedizione romana parte nel marzo del 190 a.C. La presenza della flotta di Antioco a Efeso e di un'altra in Fenicia al comando di Annibale, fa decidere agli Scipioni di condurre le truppe in Asia attraverso la Macedonia e la Tracia. Nel frattempo Caio Livio, figlio del vincitore del Metauro, conquista il dominio sul mare sconfiggendo prima la flotta di Annibale in quella che fu la prima e l'ultima battaglia navale del cartaginese, poi quella di Antioco. Le sconfitte navali fanno perdere la speranza ad Antioco di riuscire a difendere i suoi possedimenti al di là dei Dardanelli, così evacua la Tracia e ordina il ritiro della sua guarnigione da Lisimachia, città non molto distante dall'attuale Bulair e che per la sua posizione avrebbe potuto facilmente resistere per tutto l'inverno. Così quando l'esercito romano arriva allo stretto dei Dardanelli, compie la traversata senza incontrare la minima opposizione. È la prima volta che un esercito romano mette piede in Asia.
Antioco invia un legato all'accampamento romano per tentare di risolvere il conflitto pacificamente. Le proposte di pace di Antioco: rinuncia alle città greche dell'Asia minore alleate di Roma e pagamento ai romani della metà delle spese di guerra. Antioco punta sul fatto di avere come suo prigioniero un figlio di Scipione. Non si sa come fosse stato catturato il figlio di Scipione, se durante una ricognizione a cavallo o sul mare. Comunque di fronte al netto rifiuto dell'assemblea di guerra romana alle proposte di Antioco, l'ambasciatore, seguendo gli ordini ricevuti, chiede un colloquio privato con Scipione. All'Africano propone la restituzione senza riscatto di suo figlio, in più gli promette una grande somma di denaro e la compartecipazione al regno se per mezzo suo si fosse potuta ottenere la pace. Scipione rifiuta seccamente le ultime due proposte e, quanto alla restituzione del figlio, dice che, se Antioco lo avesse fatto, trattandosi di un beneficio privato avrebbe dovuto accontentarsi di una gratitudine privata: a titolo pubblico egli non avrebbe accettato mai nulla da lui né gli avrebbe dato nulla. Nonostante ciò, questo episodio sarà sfruttato propagandisticamente dagli avversari politici di Scipione a Roma a guerra finita.
La guerra prosegue ma Scipione si ammala e viene portato a Elea, sulla costa. Appresa la notizia, Antioco gli riconsegna il figlio prigioniero. Scipione consiglia alla delegazione di Antioco di non scendere in battaglia fino a quando egli non fosse ritornato al campo. Con tale consiglio, egli sottintendeva che se fosse stato lui al comando delle operazioni, Antioco in caso di sconfitta avrebbe avuta salva la vita. Tuttavia Antioco, contando su un esercito grande più del doppio di quello romano, attacca battaglia presso Magnesia (oggi Manisa). Viene sconfitto ma la mancanza di Scipione si fa sentire: infatti solo grazie alla risolutezza del tribuno che comandava le truppe romane sul fianco sinistro, queste non furono messe in rotta dalla cavalleria di Antioco. Antioco riesce a fuggire, rifugiandosi prima a Sardi, poi ad Apamea. Le condizioni di pace fissate dai romani furono: Antioco doveva ritirarsi oltre la catena del Tauro, pagare le spese di guerra e consegnare Annibale. Questi, appena conosciuta tale clausola, scappa a Creta. Considerata la situazione disperata di Antioco si trattava di condizioni di pace moderate e clementi. Attraverso di esse, come già aveva fatto in Africa, Scipione mira ad assicurare il predominio e l'influenza romana in maniera pacifica, non attraverso annessioni. I romani così avevano conquistato l'Asia Minore, come la Grecia, in un solo colpo.
Ritornato a Roma, Lucio Scipione, “per non essere da meno del fratello nel soprannome, volle essere chiamato Asiatico”. Inoltre organizzò un trionfo per pompa esteriore più splendido di quello di Scipione Africano su Cartagine. L'unica ricompensa di Africano fu la nomina per la terza volta a princeps senatus.

### Declino politico e morte (188 - 183 a.C.)

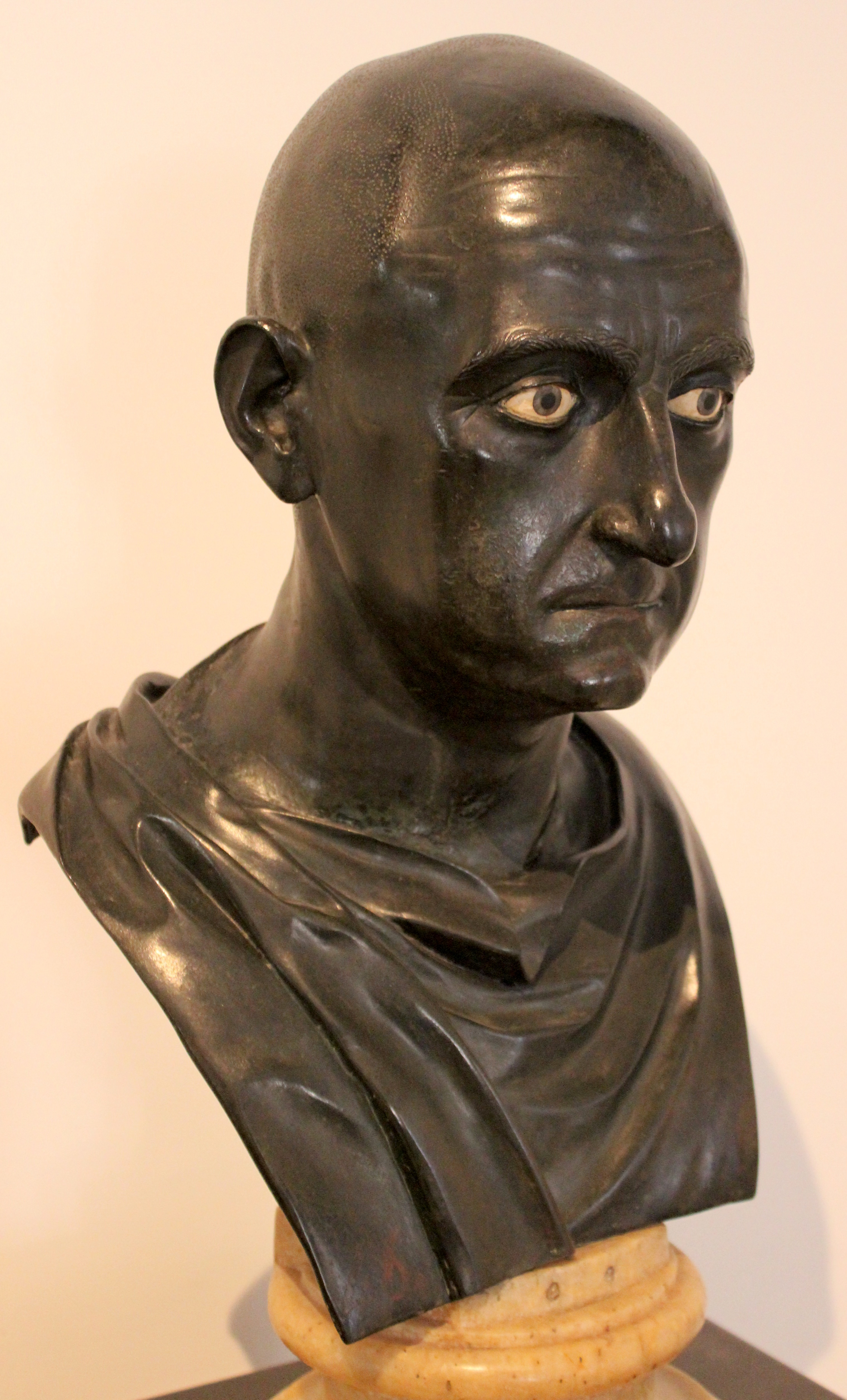
Busto presunto di Scipione l'Africano (Museo Archeologico Nazionale di Napoli), rinvenuto nella Villa dei Papiri di Ercolano. Probabile ritratto di un sacerdote isiaco

La vittoria portò a Roma un immenso bottino e il dominio dell'Egeo: Publio Cornelio non ne trasse vantaggi personali. Al rientro a Roma dei due fratelli, contro di loro fu scatenata una campagna denigratoria con accuse di corruzione, soprattutto verso Lucio, da parte dei loro avversari politici, delusi dalla mitezza delle condizioni della pace di Magnesia e fortemente allarmati dalla loro potenza, ricchezza e influenza sulla popolazione. I due Scipioni furono accusati di essersi appropriati di somme enormi ricevute da Antioco III senza fornire rendiconti all'Erario della Repubblica.
Dopo aver platealmente stracciato i rendiconti asserendo che la sua parola aveva lo stesso valore, nel 187 a.C. Publio Cornelio si ritirò nella sua villa a Liternum in Campania, ove - di salute cagionevole - morì nel 183 a.C., a 53 anni. La tradizione fa avvenire la sua morte nello stesso periodo in cui a Libyssa, sulle spiagge orientali del Mar di Marmara moriva, suicida, il suo grande nemico Annibale. Secondo un'altra tradizione, avrebbe dettato il suo epitaffio: Ingrata patria, ne ossa quidem mea habes, amareggiato dal trattamento riservatogli da Roma nei suoi ultimi anni. La tomba di Scipione non è stata rintracciata con certezza, tanto che già gli antichi erano in dubbio se fosse stato sepolto a Liternum o nella tomba di famiglia a Roma, poiché in entrambe si trovava un suo monumento funebre con statua. Nel I secolo d.C. Seneca durante il suo soggiorno a Liternum descrisse la villa e la tomba di Scipione l'Africano. Nel 1936 fu realizzata un'ara votiva a lui dedicata e collocata nel foro dell'antica Liternum.

## Scipione nella cultura di massa
Niccolò Machiavelli menziona Scipione l'Africano nel capitolo XVII de Il principe, Della crudeltà e della pietà, e se sia meglio essere più amati che temuti o piuttosto temuti che amati descrivendo il condottiero romano come una figura fin troppo indulgente che aveva concesso ai suoi soldati più licenzia di quanto non fosse convenuto alla disciplina militare. Questa troppa pietà per Machiavelli fu la causa della ribellione delle sue legioni in Spagna e della mancata punizione di un luogotenente che aveva, senza il suo permesso, depredato i locresi. Machiavelli inoltre aggiunge che la pietà se usata a dismisura è una qualità dannosa, mentre nel caso di Scipione fu un motivo di prestigio e gloria solo perché quest'ultimo viveva sotto la protezione del senato.